# Markus Esser
Markus Esser (né le 3 février 1980 à Leverkusen) est un athlète allemand, spécialiste du lancer du marteau.

## Carrière
Son meilleur lancer est de 81,10 m réalisé dans sa ville natale, en juillet 2006.

### Palmarès
| Date | Compétition                       | Lieu      | Résultat | Performance |
| ---- | --------------------------------- | --------- | -------- | ----------- |
| 1999 | Championnats d'Europe juniors     | Riga      | 3e       | 66,68 m     |
| 2005 | Championnats du monde             | Helsinki  | 3e       | 79,16 m     |
| 2006 | Championnats d'Europe             | Göteborg  | 3e       | 79,19 m     |
| 2007 | Championnats du monde             | Osaka     | 8e       | 79,66 m     |
| 2008 | Jeux olympiques                   | Pékin     | 9e       | 77,10 m     |
| 2009 | Championnats du monde             | Berlin    | 6e       | 76,27 m     |
| 2011 | Championnats d'Europe par équipes | Stockholm | 1re      | 79,28 m     |
| 2011 | Championnats du monde             | Daegu     | 4e       | 79,12 m     |